# دینار سوئیسی عراق
دینار سوئیسی عراق (به انگلیسی: ) با کد ایزوی The 1986 Iraqi "Swiss" dinar - obverse، یکای پول مسئولیت کنترل این واحد پولی برعهدهٔ The ۱۹۸۶ Iraqi "Swiss" dinar قرار دارد.